# 浴血爭霸
《浴血爭霸》（英語：Salaar）或稱《浴血爭霸：第1部—停火》（英語：Salaar: Part 1 – Ceasefire，也記作），是一部2023年印度泰盧固語史詩動作片，由普拉尚斯·尼爾編導，維傑·基爾甘度爾（Vijay Kiragandur）的漢巴利電影製作。電影由普拉哈斯及普利特維拉·薩庫馬蘭主演，配角演員包括施露蒂·哈桑、賈戈帕蒂·巴布、鮑比·辛哈、提努·阿南德、伊斯瓦里·拉奥、斯里婭·雷迪和羅摩強德拉·拉祖。本片以虛構的反烏托邦城邦坎薩爾（Khansaar）為背景，講述了部落成員德瓦（Deva，普拉哈斯飾演）和坎薩爾王子瓦拉達（Varadha，普利特維拉飾演）之間的友誼。當瓦拉達父親的大臣和親戚策劃政變時，德瓦與瓦拉達的關係決定了整個國家的命運。
本片的最初故事取自尼爾的處女作《狂暴》（2014年）。本片消息於2020年12月正式宣布，但在2023年7月，官方宣布電影將分成上下部。主要拍攝工作於2021年1月開始，在近三年的時間裡零星進行了幾段拍攝，直到2023年底結束。拍攝地點包括泰倫迦納邦、義大利和布達佩斯。由於疫情、補拍和視覺特效延遲等製作困難，《浴血爭霸》的上映日期多次推遲。電影的音樂作曲由拉維·巴蘇譜寫，布萬·高達擔任攝影指導，剪輯由烏瓦爾·庫爾卡尼（Ujwal Kulkarni）負責。
《浴血爭霸》2023年12月22日以標準及IMAX格式在全球院線上映，影評界的口碑褒貶不一。本片票房表現大獲成功，憑藉27億盧比的預算，取得約61.2億至71.5億盧比的票房，成為2023年票房最高的泰盧固電影，並在當年登上泰盧固電影史上票房第三高的寶座。

## 劇情
1985年，強大城邦坎薩爾（Khansaar）國王拉賈·曼納爾之子瓦拉達拉賈·「瓦拉達」·曼納爾與平民德瓦是形影不離的同伴。也是曼納爾（Mannar）部落首領的拉賈·曼納爾下令屠殺索里揚加（Shouryaanga）部落後，一群暴徒襲擊了德瓦及其母親的住所，但瓦拉達為他們求情，並賜予了對方一塊重要的領土，以換取饒恕德瓦母子的命。德瓦在離開坎薩爾之前，發誓一定會響應瓦拉達的召喚而回來。
2017年，商業大亨克里希納坎斯得知女兒阿迪亞從紐約抵達瓦拉納西，帶著母親的骨灰以完成的最後儀式。克里希納坎斯的老對手密謀綁架她，但克里希納坎斯得到比亞的幫助，阻止敵人捉走阿迪亞，並將她帶往德瓦在阿萨姆邦丁蘇吉亞的住處。德瓦母親擔任學校的校長，阿迪亞假裝是來應聘英語老師，但阿迪亞不受德瓦母親和學生們的青睞。阿迪亞的行蹤被暴露，引來大批暴徒帶走她；在德瓦母親不情願的命令下，德瓦制伏了暴徒。因擔心德瓦，德瓦母親計劃與兒子一起潛逃，而阿迪亞和比亞則被林達率領的車隊帶走，車隊被蓋有在印度通行無阻的神秘坎薩爾徽章。
目睹這一幕，德瓦的母親示意他去營救阿迪亞和比亞。他立即制止了車隊，引起了瓦拉達及其繼姐妹拉妲·拉瑪·曼納爾的注意；拉妲·拉瑪下令綁架阿迪亞，以報復克里希納坎斯七年前對她犯下的對德瓦有利的罪行。拉妲·拉瑪承認，策劃這些事件是為了讓德瓦和瓦拉達互相對抗，因反對坎薩爾印章可謂犯罪，肇事者必須被殺死，這是德瓦本人七年前制定的規則。獲救後，比亞向阿迪亞講述了坎薩爾、德瓦和瓦拉達過去的故事。
1127年，曼納爾、索里揚加和甘尼亞爾（Ghaniyaars）三大部落鞏固了他們對坎薩爾地區的影響力。1947年印度獨立後，拉賈·曼納爾的父親、曼納爾部落首領希瓦·曼納爾拒絕坎薩爾成為印度的一部分並接受印度憲法的管轄。他與印度政府簽署了一項協議，保留了坎薩爾的自治權，並將其從地圖上抹去；更將坎薩爾分為101個省份，並任命總督（Kapus）來領導這些省份。在等級制度中，總督之上是領主（Doras），所有人皆服從國王（Karta）。
希瓦·曼納爾在1985年去世後，索里揚加首領達拉被選為下一任國王，但拉賈·曼納爾以暗殺達拉篡奪了王位，並屠殺了整個索里揚加部落。隨後，拉賈·曼納爾招募了自家親信和家人作為領主來統治整座城邦。之後，拉賈·曼納爾不滿兒子瓦拉達將領地送給甘尼亞爾部落成員，在同年流放了他。2010年，拉賈·曼納爾的女婿巴拉瓦懇求他考慮與瓦拉達和解。拉賈·曼納爾命令領主蘭加（蘭加之父1985年接受了瓦拉達的領地賄賂）讓位，蘭加就此對瓦拉達充滿了憤怒和嫉妒，而拉賈·曼納爾與第一任妻子所生的孩子——魯德拉·拉賈·曼納爾與拉妲·拉瑪反對這一決定。
拉賈·曼納爾暫時將職責委託給拉妲·拉瑪，自己外出去解決會危害到坎薩爾的問題。為了防止在國王缺席期間發生暴力事件，拉妲·拉瑪提議實行停火，但她的決定遭到已聯手的魯德拉和蘭加反對，關於是否解除停火或強制實施停火的投票將於九天後舉行。隨即，各家總督和領主家族成員從塞爾維亞、奧地利、烏克蘭、阿富汗、俄羅斯和南蘇丹調來了強大的僱傭軍，意圖在投票結束後立即篡奪王位。與此同時，瓦拉達前往古吉拉特邦珀魯傑徵召德瓦。德瓦重新進入坎薩爾，並長期忍受著領主們對瓦拉達的羞辱。
領主之一納朗的兒子維希努企圖強姦一名部落小女孩，忍無可忍的德瓦殺死了對方。在巴拉瓦的慫恿下，納朗在審判期間決定懲罰瓦拉達，而非德瓦。德瓦的懇求遭到無視後，生氣地出手殺死了納朗，震驚了所有見證者。瓦拉達、德瓦以及他們的所有同夥，包括瓦拉達的弟弟巴奇、助手比亞和林達，以及顧問巴巴都遭逮捕。投票當天，拉賈·曼納爾突然返回城邦，投票決定繼續停火，以支持瓦拉達。但未料，瓦拉達卻用自己關鍵的一票決定終止停火。
隨即，所有人都紛紛爭奪王位。瓦拉達在德瓦的幫助下擊敗了蘭加派出的發瘋者後，越獄並殺死了蘭加。拉賈·曼納爾向拉妲·拉瑪透露，她的丈夫巴拉瓦實際上來自索里揚加部落，且是1985年部落大屠殺中少數倖存者之一。在其他地方，巴拉瓦和一支由倖存的索里揚加部落成員組成的軍隊發誓，要為拉賈·曼納爾的種族滅絕行徑復仇。魯德拉與舅舅奧姆聯手爭奪王位。巴拉瓦被捕的同夥德魯向拉賈·曼納爾和拉妲·拉瑪透露，德瓦其實是達拉·雷薩爾之子「德瓦拉塔·雷薩爾」，是索里揚加部落的成員。瓦拉達及同夥也發現了德瓦的真實身份，瓦拉達將德瓦封為自己的「薩拉爾」（能滿足自己所有要求的人）。

## 演員
- 普拉哈斯飾演德瓦拉塔·「德瓦」·雷薩爾／「薩拉爾」（Devaratha "Deva" Raisaar / "Salaar"）
  - 維德什·阿南德（Videsh Anand）飾演年幼的德瓦
- 普利特維拉·薩庫馬蘭（英语：Prithviraj Sukumaran）飾演
  - 瓦拉達拉賈·「瓦拉達」·曼納爾（Vardharaja "Vardha" Mannar）
    - 卡蒂基亞·德夫（Karthikeya Dev）飾演年幼的瓦拉達拉賈·曼納爾

  - 希瓦·曼納爾（Siva Mannar）
- 施露蒂·哈桑飾演阿迪亞·克里希納坎斯（Aadhya Krishnakanth）
- 賈戈帕蒂·巴布（英语：Jagapathi Babu）飾演拉賈·曼納爾（Raja Mannar）
- 鮑比·辛哈（英语：Bobby Simha）飾演巴拉瓦（Bhaarava）
- 提努·阿南德（英语：Tinnu Anand）飾演蓋克瓦德／「巴巴」（Gaikwad / "Baba"）
- 伊斯瓦里·拉奥（英语：Easwari Rao）飾演德瓦之母
- 拉瑪納（英语：Ramana (actor)）飾演林達（Rinda）
- 米姆·戈皮（英语：Mime Gopi）飾演比亞（Bilal）
- 斯里婭·雷迪（英语：Sriya Reddy）飾演拉妲·拉瑪·曼納爾（Radha Rama Mannar）
- 約翰·維傑（英语：John Vijay）飾演蘭加（Ranga）
- 羅摩強德拉·拉祖（英语：Ramachandra Raju）飾演魯德拉·拉賈·曼納爾（Rudra Raja Mannar）
  - 海許·羅斯漢（Harsh Roshan）飾演年幼的魯德拉·拉賈·曼納爾
- 詹西（英语：Jhansi (TV anchor)）飾演奧布拉瑪（Obulamma）
- 瓦格蘭·薛蒂（英语：Vajrang Shetty）飾演維希努（Vishnu）
- 索拉夫·洛克希（英语：Saurav Lokesh）飾演奇卡（Cheeka）
- 德瓦拉吉（英语：Devaraj）飾演奧姆（Om）
- 布拉瑪吉（英语：Brahmaji）飾演瓦利（Vaali）
- 普拉莫德·潘朱（英语：Pramod Panju）飾演巴奇·拉賈·曼納爾（Baachi Raja Mannar）
- 拉維·巴特（Ravi Bhat）飾演克里希納坎斯（Krishnakanth）
- 納文·尚卡爾（英语：Naveen Shankar）飾演潘迪特（Pandit）
- 薩姆帕斯·拉姆（英语：Sampath Ram）飾演維達（Vedha）

## 發行

### 發行商
本片在卡納塔克邦由製片公司漢巴利電影身兼發行。解脫電影（Moksha Movies）和普拉斯揚吉拉電影公司（Prathyangira Cinemas）聯合在北美發行。其他發行商包括：普利特維拉的普利特維拉製片公司（喀拉拉邦）、紅巨星電影（泰米爾納德邦）、AA電影（印度北部）、米斯里拍片者（尼扎姆地區），而斯里西里賽電影（Sree Siri Sai Cinemas）、拉克希米·納拉西姆哈·斯里·馬尼坎塔電影（Lakshmi Narasimha Sri Manikantha Films）、吉塔電影發行商（Geeta Films Distributor）、KSN特爾電影（KSN Tele Films）、斯里文加姆巴電影（Sri Vengamamba Cinemas）和希爾帕卡拉娛樂（Shilpakala Entertainments）則聯合負責在安得拉邦的發行。

## 備註
1. ↑  字面意思為伊斯蘭世軍官頭銜「伊斯帕赫薩拉爾」。

## 外部連結
- 互联网电影数据库（IMDb）上《浴血爭霸》的资料（英文）
- 《浴血爭霸》的Bollywood Hungama頁面
- 浴血爭霸的X（前Twitter）